# Wendelstein (Naturschutzgebiet, Landkreis Reutlingen)
Wendelstein ist ein mit Verordnung des Regierungspräsidiums Tübingen vom 5. September 1983 ausgewiesenes Naturschutzgebiet (NSG-Nummer 4.111) im Gebiet der Gemeinde Eningen unter Achalm im baden-württembergischen Landkreis Reutlingen.

## Lage
Das 9,7 Hektar große Naturschutzgebiet ist eine schmale, größtenteils südexponierte Wiesen- und Gebüschfläche und liegt am südlichen Hangfuß des Gutenbergs nordöstlich von Eningen. Der alte Eninger Albaufstieg, die „Alte Steige“, durchschneidet das Gebiet. Es liegt am Übergang der Naturräume 101-Mittleres Albvorland und 094-Mittlere Kuppenalb und damit auch an der Grenze zweier naturräumlicher Haupteinheiten (09-Schwäbische Alb und 10-Schwäbisches Keuper-Lias-Land).

## Schutzzweck
Schutzzweck ist die Erhaltung der wertvollen Halbtrockenrasen- und Steppenheide-Biotope mit ihrem Reichtum an seltenen zum Teil gefährdeten und vom Aussterben bedrohten Tier- und Pflanzenarten, besonders Orchideen. Festgestellt wurden 184 Pflanzenarten, darunter 12 Orchideenarten (einige davon bundesweit vom Aussterben bedroht) und drei Enzianarten. 16 Pflanzenarten werden in der Roten Liste als gefährdet geführt, 19 Arten stehen unter Naturschutz. Bemerkenswert ist der Standort für seinen reichen Bestand an Frühlings-Küchenschellen.